# Topo (barque)
Pour les articles homonymes, voir Topo.
Le topo est une barque de transport à rames ou à voile utilisée dans la lagune de Venise, en Italie.

## Description

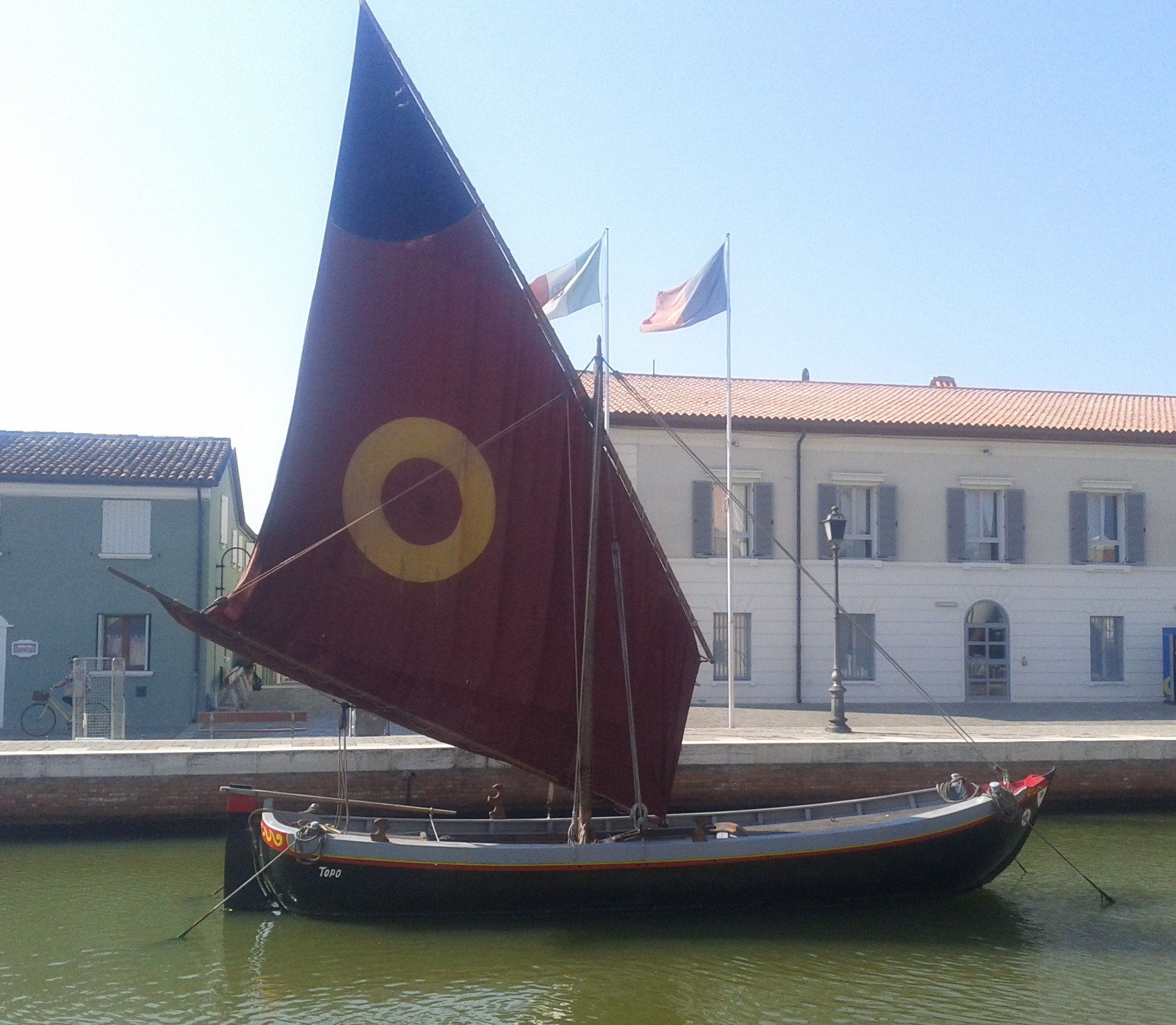
Topo (bateau historique).

Le topo était un bateau utilisé surtout dans les parties profondes et parfois éloignées de la lagune, dans la ceinture intermédiaire entre les zones calmes de banc de sable et de vasière et les zones les plus animées de la mer.
Il existe divers types, selon leur utilisation : 
- tòpo da sabbia (de sable) ou barchèti
- mùsso ou mùssetto
- ostreghèr da màr
- mestierèto ou tòpo da mestierèto
- tòpo venessiàn

Actuellement[Quand ?], ceux qui existent, sont tous transformés en bateau à moteur. À l’origine ils étaient conduits en aviron et avec voile au troisième, semblable à la plateforme de pêche pour la tartana; il était utilisé comme portolàta pour la tartana et pour la pêche au parangàli. Un topo est présenté dans la section flottante du Musée maritime de Cesenatico.